# Wimbledon Park (stacja metra)
Wimbledon Park – londyńska stacja metra w dzielnicy Wimbledon. Stacja znajduje się na District Line i jest pomiędzy stacjami Southfields i Wimbledon. Stacja znajduje się na Arthur Road w pobliżu skrzyżowania z Melrose Avenue. Znajduje się w strefie trzeciej.

## Opis i historia
Stacja została otwarta przez District Railway (DR, obecnie linia District) w dniu 3 czerwca 1889 roku. Była przedłużeniem z Putney Bridge do Wimbledon. Przedłużenie zostało zbudowane przez londyńską i południowo-zachodnią linię kolejową (L&SWR).
Odcinek linii District od Putney Bridge do Wimbledonu był ostatnią częścią linii, która miała zostać przekształcona z eksploatacji parowej na elektryczną. Pociągi elektryczne zaczęły kursować 27 sierpnia 1905 r.
Główne linie kolejowe przez Wimbledon Park zakończyły swoje kursy 4 maja 1941 r. Stacja znajdowała się wówczas na linii należącej do Southern Railway, następnie British Railway, a 1 kwietnia 1994 została przeniesiona do London Underground. Do czasu przeniesienia stacja była oznaczona jako stacja kolei brytyjskiej. Trasa z Wimbledonu do Wandsworth Town (Point Pleasant Junction) jest nadal używana przez South Western Railway do przemieszczania pustych magazynów i okazjonalnych pociągów usługowych. 
W dniu 18 czerwca 2012 r. Krykiecista Surrey Tom Maynard został porażony prądem i potrącony przez pociąg metra w Londynie podczas próby ucieczki przed policją w pobliżu stacji Wimbledon Park.
W 2018 r. Ogłoszono, że stacja zyska bezstopniowy dostęp do 2022 w ramach inwestycji o wartości 200 mln funtów, mającej na celu zwiększenie liczby dostępnych stacji na metrze.
Stację obsługuje londyński autobus nr 156.